# Rio Open 2015
Die Rio Open 2015 waren ein Tennisturnier der WTA Tour 2015 für Damen und ein Tennisturnier der ATP World Tour 2015 für Herren, welche zeitgleich vom 14. bis 22. Februar 2015 in Rio de Janeiro stattfanden.

## Herrenturnier
→ Qualifikation: Rio Open 2015/Herren/Qualifikation

## Damenturnier
→ Qualifikation: Rio Open 2015/Damen/Qualifikation